# James Ricalton
James Ricalton (Half Way près de Waddington, 1844 - Waddington, 28 octobre 1929) est un explorateur et photographe américain. 

## Biographie
Il fait ses études à l'Université de St. Lawrence (1871) puis à Maplewood (New Jersey) avant d'être nommé instituteur. Il devient le premier professeur permanent du South Orange-Maplewood School District (en) où il est encore célébré de nos jours. Son apprentissage devient connu pour ses manières douces et pour ses enseignements en extérieur. C'est au cours des vacances scolaires qu'il commence ses aventures d'explorateur-photographe qui le rendront célèbre. 

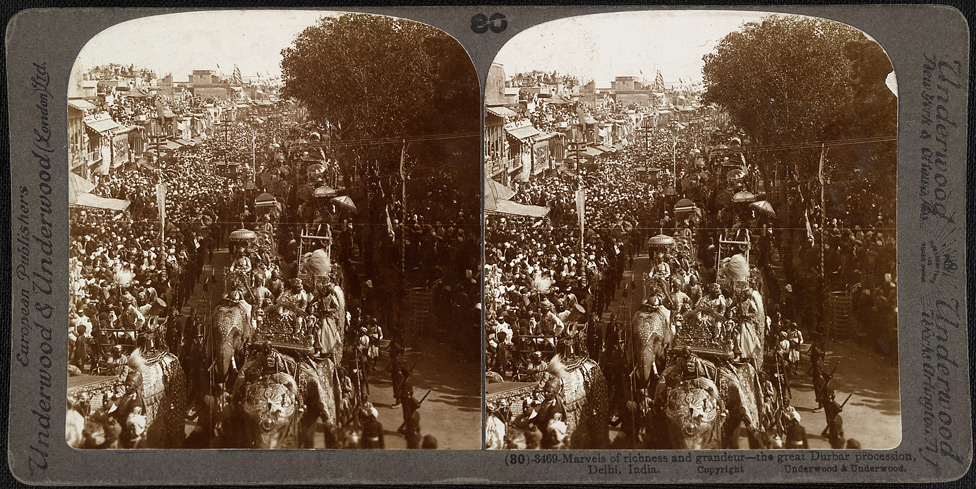
Procession à Delhi Durbar, par James Ricalton, 1903

Ainsi, au cours des sept tours du monde qu'il effectua, il prit plus de 80 000 photographies dont de nombreuses par stéréoscopie. Il visite d'abord l'Islande, l'Amazonie puis la Russie lorsque Thomas Edison, passionné par ses aventures, décide de financer une de ses expéditions dans l'Extrême-Orient pour y aller chercher une espèce de bambou utile pour le filament de sa lampe à incandescence. Ricalton prend alors un congé d'un an pour effectuer le voyage (1888). Il explore alors Ceylan, les provinces de l'Empire des Indes, Singapour, la Chine et le Japon. Il en ramène une centaine d'échantillons pour Edison. Celui-ci utilisera pendant neuf mois un des échantillons jusqu'à sa découverte des propriétés du tungstène. 
Abandonnant définitivement son poste d'enseignant en 1891 pour devenir correspondant de guerre, il participe ensuite comme photographe au conflit hispano-américain aux Philippines (1898-1899), à la révolte des Boxers (1900), à la guerre entre la Russie et le Japon en Mandchourie (1904-1905) mais aussi au Couronnement d'Édouard VII comme empereur des Indes. 
Beaucoup de ses clichés deviennent des illustrations ou des couvertures de livres de géographie. 
Parmi ses autres exploits, il accomplit en 1909 un voyage à pied du Cap au Caire sur une moyenne de 48 kilomètres par jour. En 1912, Thomas Edison lui demande aussi de filmer une poursuite lors d'une chasse à la baleine dans la région du Cap. Il perd malheureusement son fils, mort du typhus lors de cette campagne de pêche, ce qui le décide à mettre un terme à sa carrière de photographe-explorateur.

## Hommage
Une place de Maplewood a été nommée en son honneur. 

## Œuvres
- The City of the Sacred Bo-tree, 1891
- India through the Stereoscope: A Journey through Hindustan, 1900
- China Through the Stereoscope: A Journey Through the Dragon Empire at the Time of the Boxer Uprising, 1901
- The Boxer Uprising, Cheefoo Taku, Tien-Tsin: A Part of Underwood & Underwood's Stereoscopic Tour through China, 1902
- A photographic record of the Russo-Japanese war, 1905

## Galerie

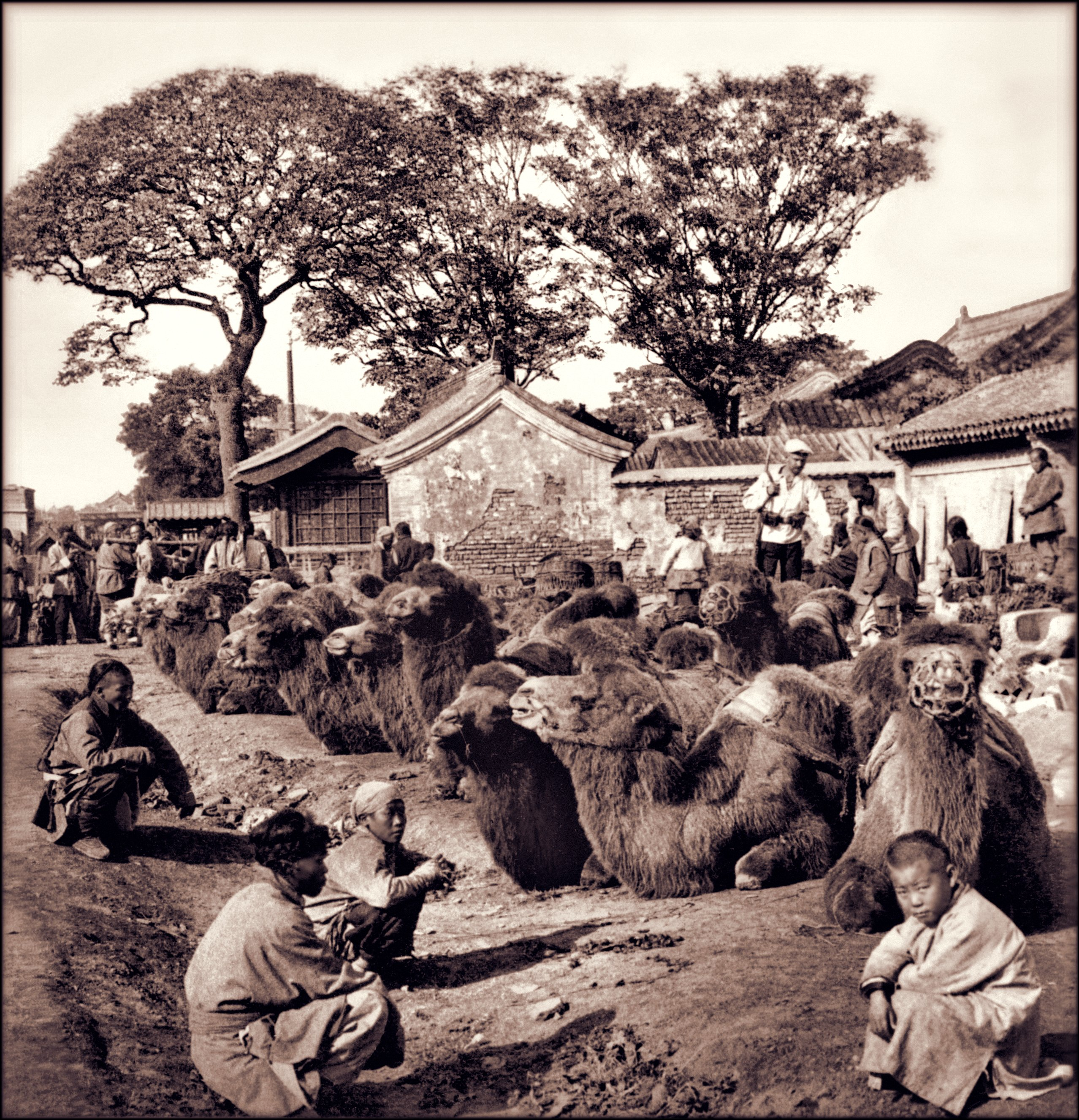
A Pékin, 1901
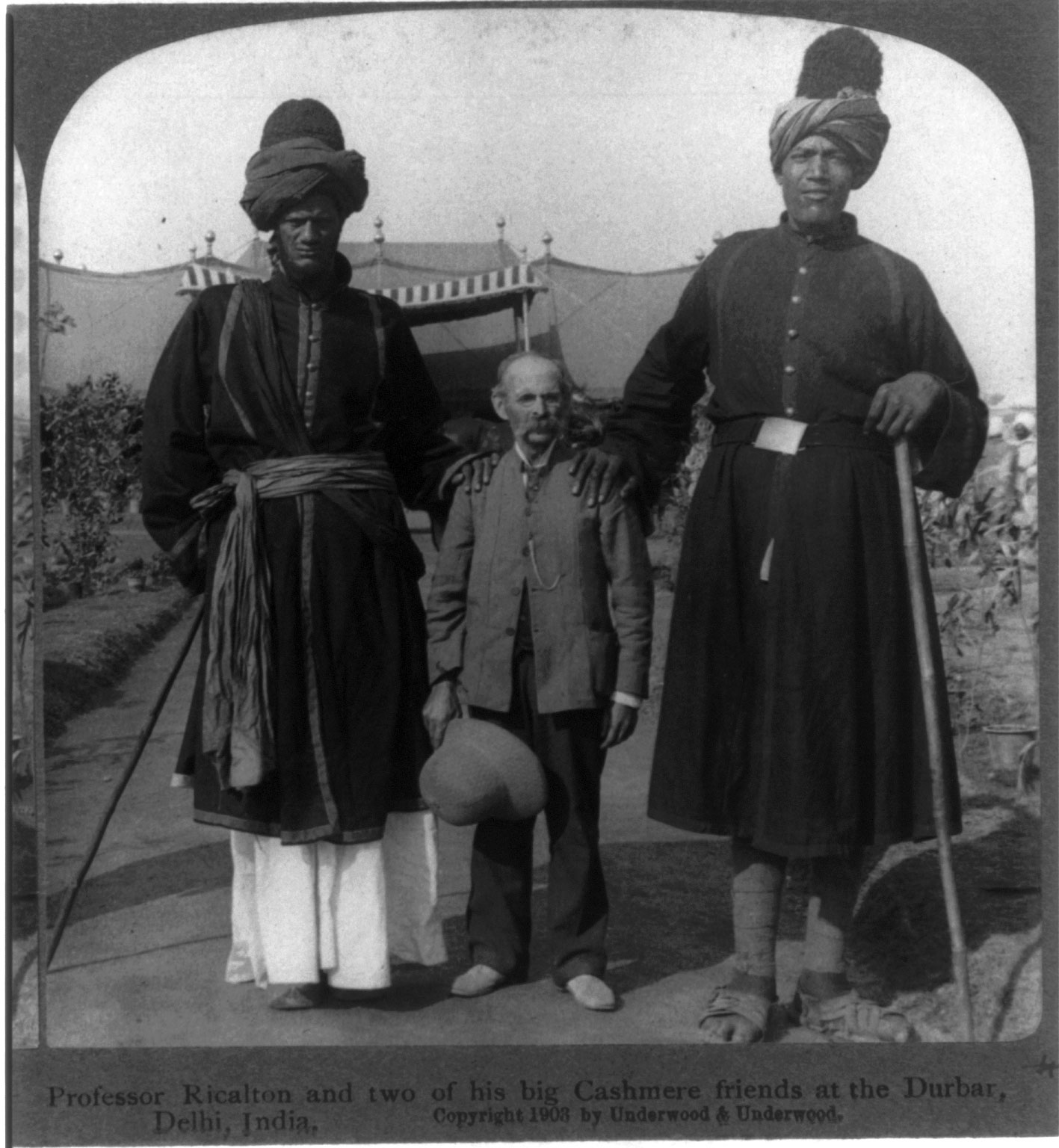
James Ricalton avec deux amis du Cachemire à Delhi Durbar en 1903
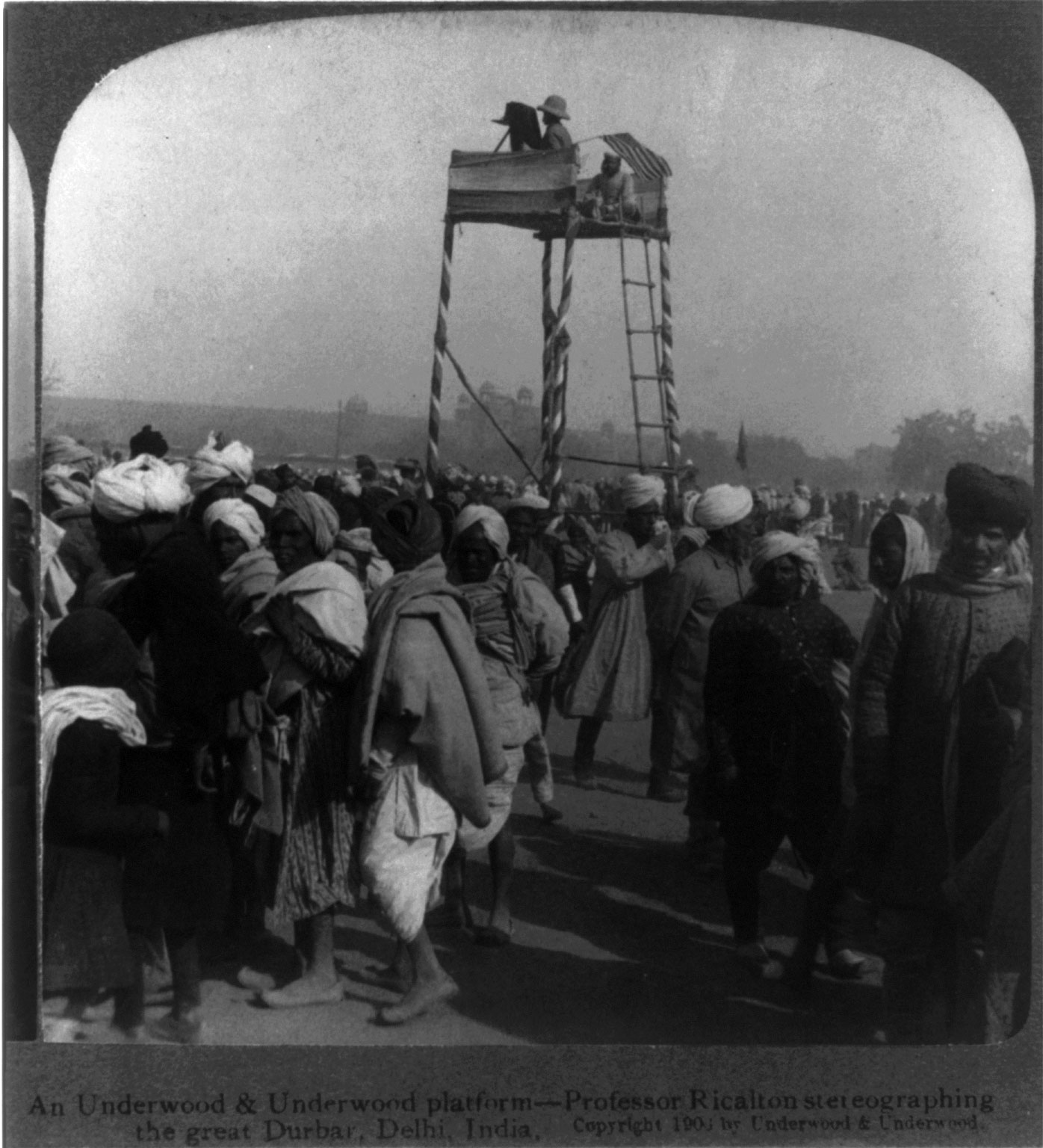
A Delhi Durbar en 1903
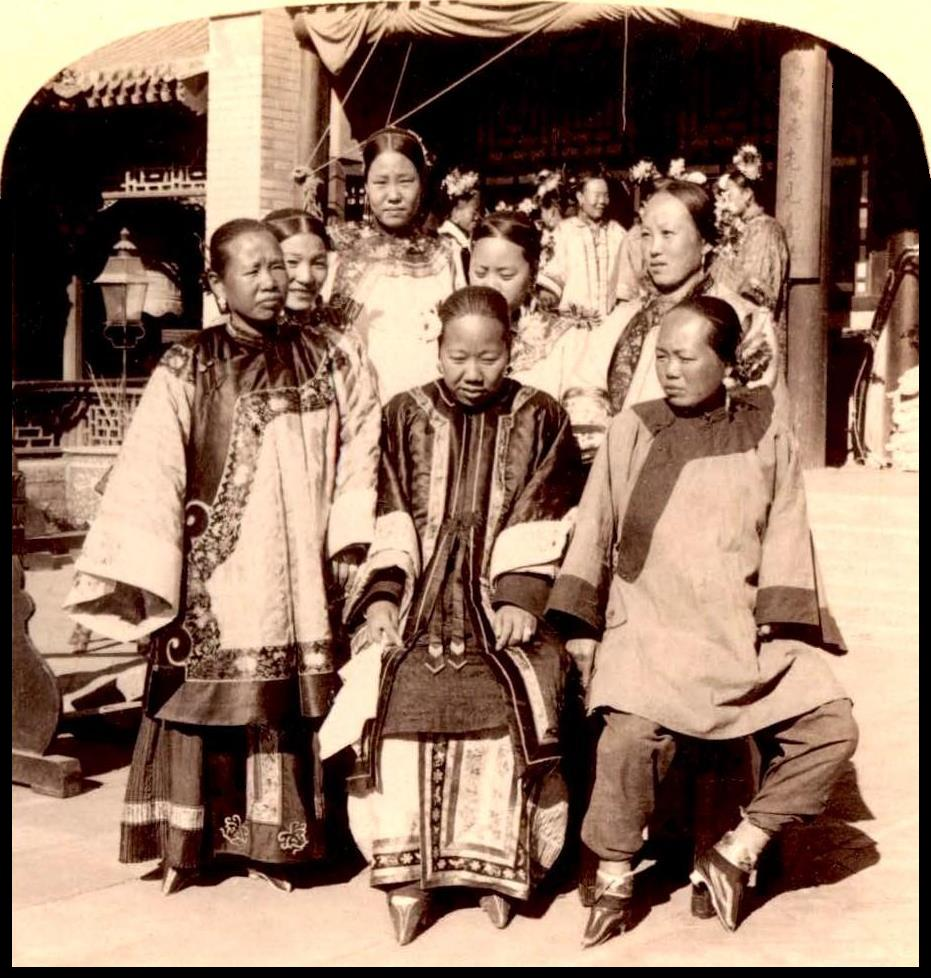
Riches Chinoises aux pieds déformés vers 1900